# GRS 1915+105
GRS 1915+105 o V1487 Aquilae è un sistema stellare binario a raggi X che presenta una stella regolare e un buco nero. Fu scoperto il 15 agosto 1992 dal monitor WATCH a bordo del telescopio spaziale Granat. "GRS" sta per "GRANAT source", "1915" è l'ascensione retta (19 ore e 15 minuti) e "105" la declinazione approssimativa (10 gradi e 56 primi). Il segnale è stato confermato in banda infrarossa da osservazioni spettroscopiche. Il sistema binario dista 11000 pc nella costellazione dell'Aquila. GRS 1915+105 è il buco nero stellare conosciuto più massiccio della Via Lattea, con una massa da 10 a 18 volte quella del Sole. È anche un microquasar e sembra che il buco nero ruoti quasi 1150 volte al secondo, con un valore del parametro di rotazione compreso tra 0,82 e 1,00 (massimo valore possibile).

## Sorgente galattica superluminale

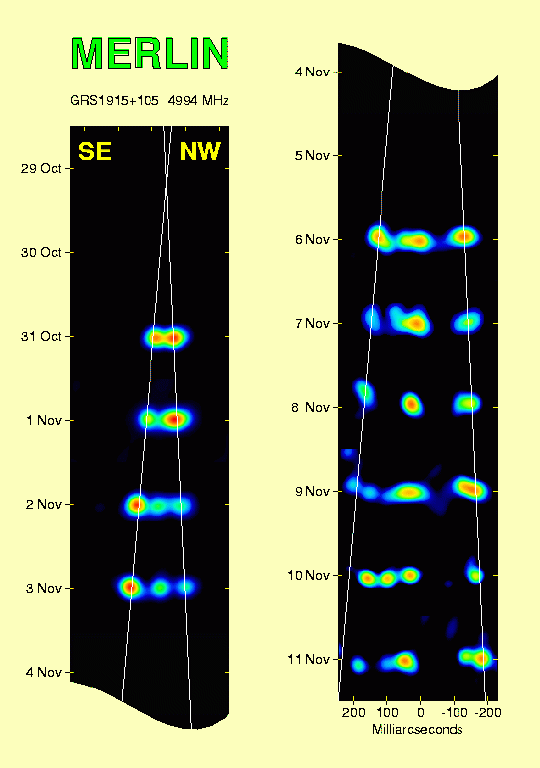
Una sequenza di osservazione di MERLIN di GRS 1915+105 effettuata in pochi giorni

Nel 1994 GRS 1915+105 è diventata la prima sorgente galattica conosciuta ad espellere materiale apparentemente a velocità superluminale.
Le osservazioni con radiotelescopi ad alta risoluzione come VLA, MERLIN e VLBI mostrano un deflusso bipolare di particelle cariche, che emettono radiazioni di sincrotrone a frequenze radio. Questi studi hanno dimostrato che l'apparente movimento superluminale è dovuto a un effetto relativistico noto come aberrazione relativistica, in cui la velocità intrinseca del materiale espulso è in realtà circa il 90% della velocità della luce.

## Regolazione della crescita
Osservazioni ripetute dal Chandra X-ray Observatory nell'arco di un decennio hanno rivelato quello che potrebbe essere un meccanismo per l'autoregolazione del tasso di accrescimento di GRS 1915+105. Il getto di materiali espulso viene occasionalmente fermato da un vento caldo che soffia dal disco di accrescimento. Il vento priva il getto dei materiali necessari a sostenerlo, e quando smette di soffiare il getto ritorna.